# Kalla Moutari
Kalla Moutari est un homme d’État nigérien, né en 1964 à Aligari, canton de Kornaka, département de Dakoro, région de Maradi. Kalla Moutari est ministre de la Défense nationale du 19 octobre 2016 au 20 septembre 2019.

## Biographie

### Études
Son activisme dans les mouvements étudiants entraîne par la suite son renvoi du système éducatif nigérien. Il s’exile alors au Nigeria avant de revenir à Niamey où il entame ses études supérieures à l’université Abdou-Moumouni de 1985 à 1986 puis à l’université Cheikh-Anta-Diop de Dakar (Sénégal) de 1986 à 1989. Il en sort diplômé d’une maîtrise en philosophie.[réf. nécessaire]

### Carrière professionnelle
Kalla Moutari commence sa carrière par un service civique national à Tahoua de 1989 à 1990 avant d’être engagé comme chargé d'enseignement de philosophie dans la même ville jusqu'en 1991.[réf. nécessaire]
Il retourne dans l’enseignement à Maradi de 1996 à 2002 avant de travailler pour l'Agence des États-Unis pour le Développement International (USAID) en Mauritanie de 2002 à 2004, au Mali de 2004 à 2008, et au Burkina Faso de 2008 à 2011.[réf. nécessaire].

### Carrière politique
Kalla Moutari est membre fondateur du PNDS Tarayya. Il fait partie de l'organigramme du PNDS de sa création à 1993 avant de rejoindre son poste de maire de Tessaoua.[réf. nécessaire]

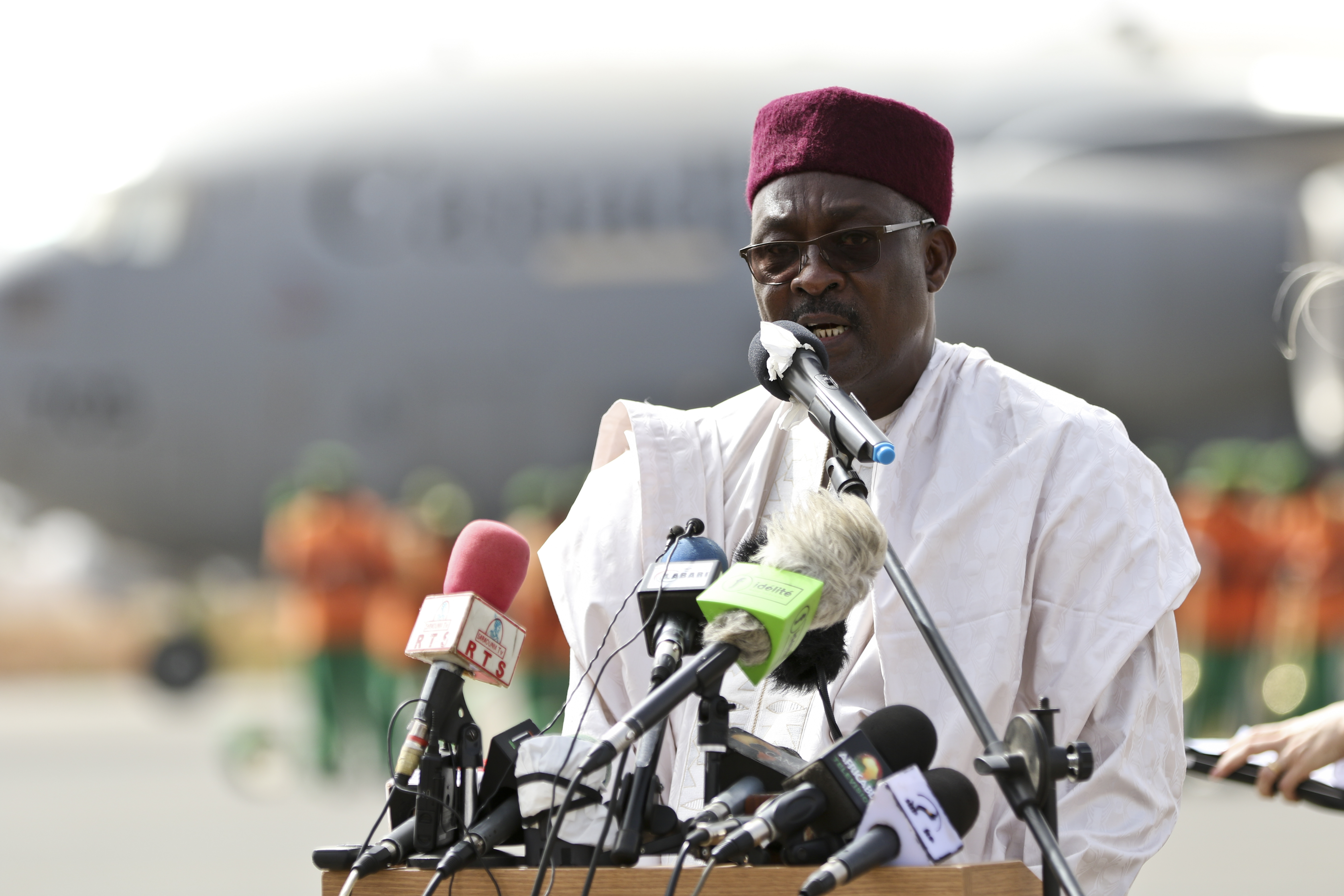
Kalla Moutari en 2018.

Moutari a assumé d’autres responsabilités au sein de sa formation politique notamment celle de secrétaire général de l’organisation des jeunes de Tarayya (OJT).
À la suite de la victoire de Mahamadou Issoufou, candidatu du PDNS Tarayya à l'élection présidentielle du 12 mars 2011, avec 58 % des suffrages, Kalla Moutari est nommé secrétaire général adjoint de la présidence de la République de 2011 à 2013.
En septembre 2013, il est nommé gouverneur de la région de Zinder.
Il occupe cette fonction jusqu’à son entrée au gouvernement de Brigi Rafini en mars 2015 comme ministre de la Santé publique.
Kalla Moutari est également élu député au titre de la circonscription électorale de Dakoro durant les élections législatives de 2016.
Kalla Moutari est ministre de la Défense nationale du 19 octobre 2016 au 20 septembre 2019.
Il dirige la mise en place du dispositif pour faire face aux menaces que représentent les groupes armés terroristes le long des différentes frontières du Niger.
En septembre 2019, Moutari est remplacé au ministère de la Défense par Issoufou Katambé et nommé ministre de l'Hydraulique et de l'Assainissement,. Il ne reste que peu de temps au gouvernement et est remplacé en février 2020 par Moctar Gado Sabo.
À son arrivée au ministère de la Défense, Issoufou Katambé lance un audit sur la gestion des marchés au ministère, à la demande du président Mahamadou Issoufou. Moutari, ainsi qu'un de ses prédécesseurs au ministère de la Défense, Karidjo Mahamadou, sont associés à plusieurs cas de surfacturation voire de fausses factures. Pour la période 2014-2019, le rapport d'audit estime les détournements à 76 milliards de FCFA (soit 110 millions d'euros). Le rapport est transmis à la justice nigérienne en avril 2020,.
Moutari est arrêté par la junte après le coup d'État de juillet 2023 et libéré en avril 2025,.

## Vie privée
Il est marié et père de 5 enfants.